# Rogatin
Rogatin (ukr. Рогатин) mali je grad u zapadnoj Ukrajini. Prema popisu iz 2001. godine, je u gradu živelo 8.800 stanovnika.

## Istorija i privreda
Grad je osnovan u 12. veku. Tokom 1415. ovaj trgovački i proizvođački grad bio je pod poljskom vladavinom. U Rogatin su 1520. provalili Krimski Tatari i oteli plemkinju Aleksandru Lisovsku. Odveli su je u Osmansko carstvo, gde je postala supruga sultana Sulejmana I, sa novim imenom Hurem. U 16. veku, u gradu je osnovana prva škola. Nakon što se Rogatin 1772. otcepio od Poljske, grad je pripao Austriji i postao centar grofstva.
Ukrajinska sala za fizičko vaspitanje je otvorena 1909, a manji teološki seminar osnovan 1931. U međuratnom dobu (1918—1939), Rogatin je bio pod poljskom vladavinom. Prve godine Drugog svetskog rata, grad je pripao Sovjetskom savezu. Danas 26% stanovnika Rogatina radi u saobraćajnoj industriji. Tokom rata, ubijeno je 99% rogatinskih Jevreja.

## Stanovništvo
- 1765 - 539
- 1857 - 5.101
- 1890 - 5.616
- 1910 - 7.664
- 1921 - 5.736
- 1990 - 9.300
- 2001 - 8.800

## Ključni datumi
- 1184 — osnivanje gradskog naselja
- 1415 — trgovački i proizvođački grad
- 1520 — u grad provalili Krimski Tatari
- 1772 — grad pripao Austriji
- 1909 — osnovana sala za fizičko vaspitanje
- 1931 — osnovan manji teološki seminar
- 1939 — grad postao deo SSSR

## Poznati ljudi
- Rokselana (1500—1558), kraljica Otomanske imperije i supruga sultana Sulejmana I, koju su oteli Krimski Tatari 1520.
- Norbert Glanzberg (1910—2001), francuski kompozitor

## Spoljašnje veze
- [http://encyclopediaofukraine.com/display.asp?AddButton=pages\R\O\Rohatyn.htm